# Dwingeloo
Dwingeloo est un village situé dans la commune néerlandaise de Westerveld, en province de Drenthe. Le 1er janvier 2020, le village comptait 4 025 habitants.

## Histoire
La première mention du village date d'un acte de 1181, provenant des archives du monastère de Ruinen (Abbaye bénédictine Sainte-Marie de Ruinen), qui décrit l'achat d'un terrain d'un dixième de terre à Twingelo.
Le nom vient du vieux saxon. Il pourrait ainsi selon les sources, dériver de thingan (conquérir) et de lauha / loo (forêt) ou de thwangi (ceinture) ou de dwing (district de la loi). La première possibilité fait alors référence à une clairière dans la forêt, la deuxième à un étroit morceau de terre envahi par la forêt et la troisième indique une forêt sauvage.
Initialement, Lhee était le plus grand village du schultambt, mais en raison de la présence de la noblesse à Dwingeloo, celui-ci est progressivement devenu la ville principale aux XIe siècle et XIIe siècles. Durant la présence française, le schultambt Dwingeloo a été transformée en municipalité, s'y ajoutant les hameaux d'Eemster et de Leggeloo qui appartenaient auparavant au schultambt de Diever. Cette nouvelle municipalité est restée inchangée jusqu'en 1998.
Dwingeloo est restée une commune indépendante jusqu'au 1er janvier 1998. À cette date, la commune fusionna avec celles de Diever, Havelte et Vledder pour former la nouvelle commune de Westerveld.
Dwingeloo abrite le radiotélescope de Dwingeloo, ayant servi de 1956 à 2000. Les galaxies Dwingeloo 1 et 2 sont baptisées en l'honneur de la commune.

## Galerie

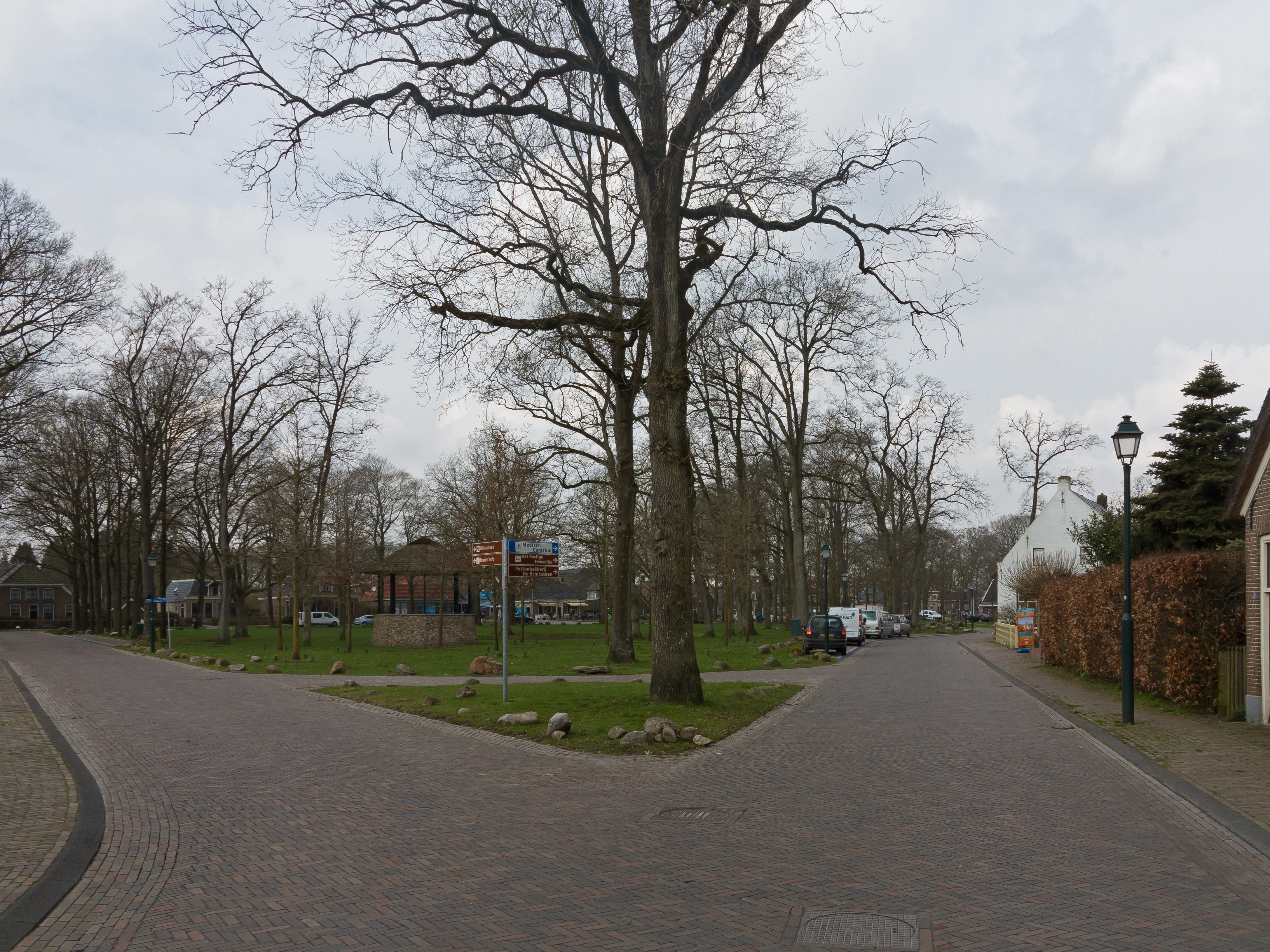
Dwingeloo, vue dans la rue près de Brink
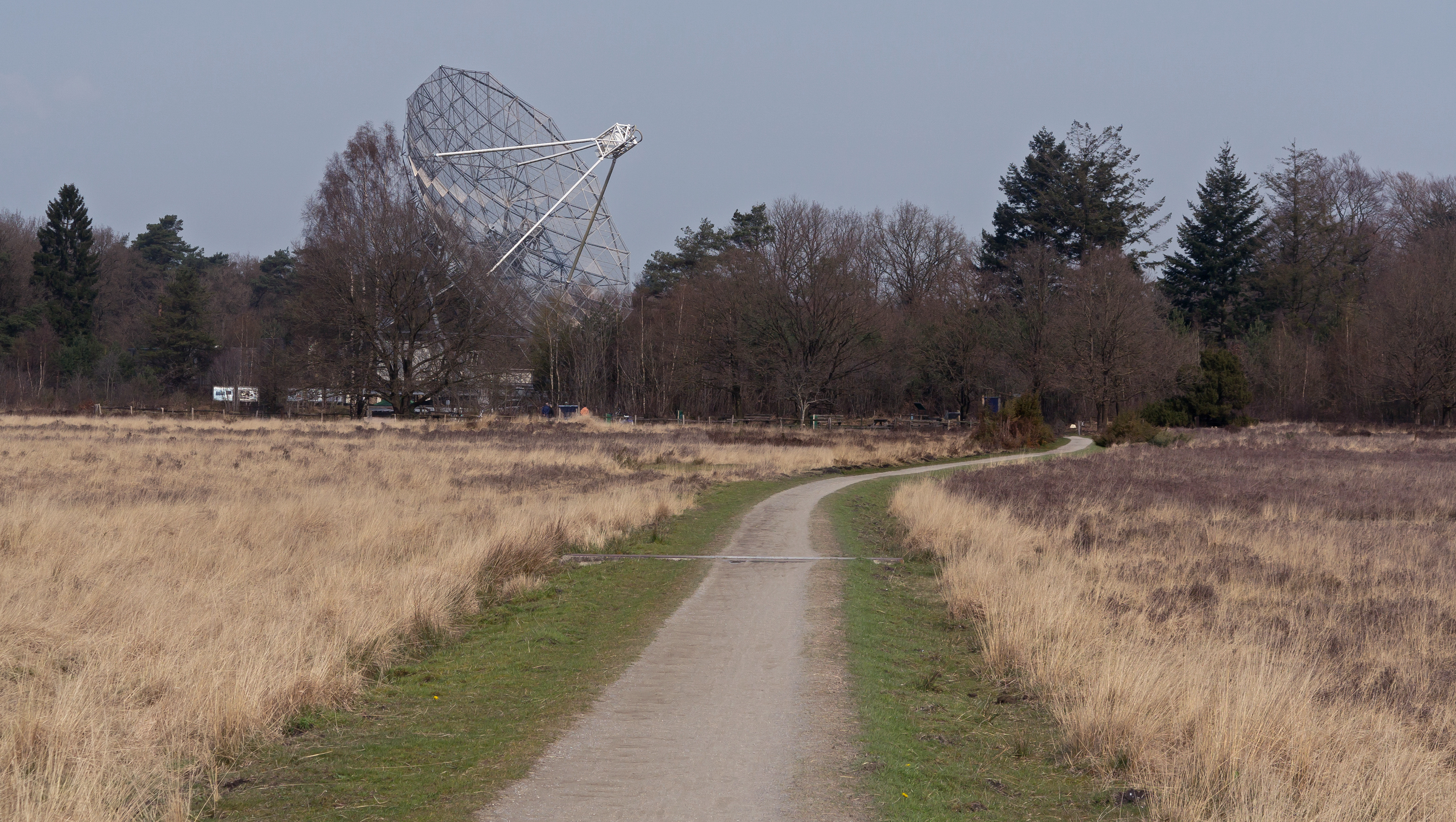
Dwingelderveld, le  radiotélescope
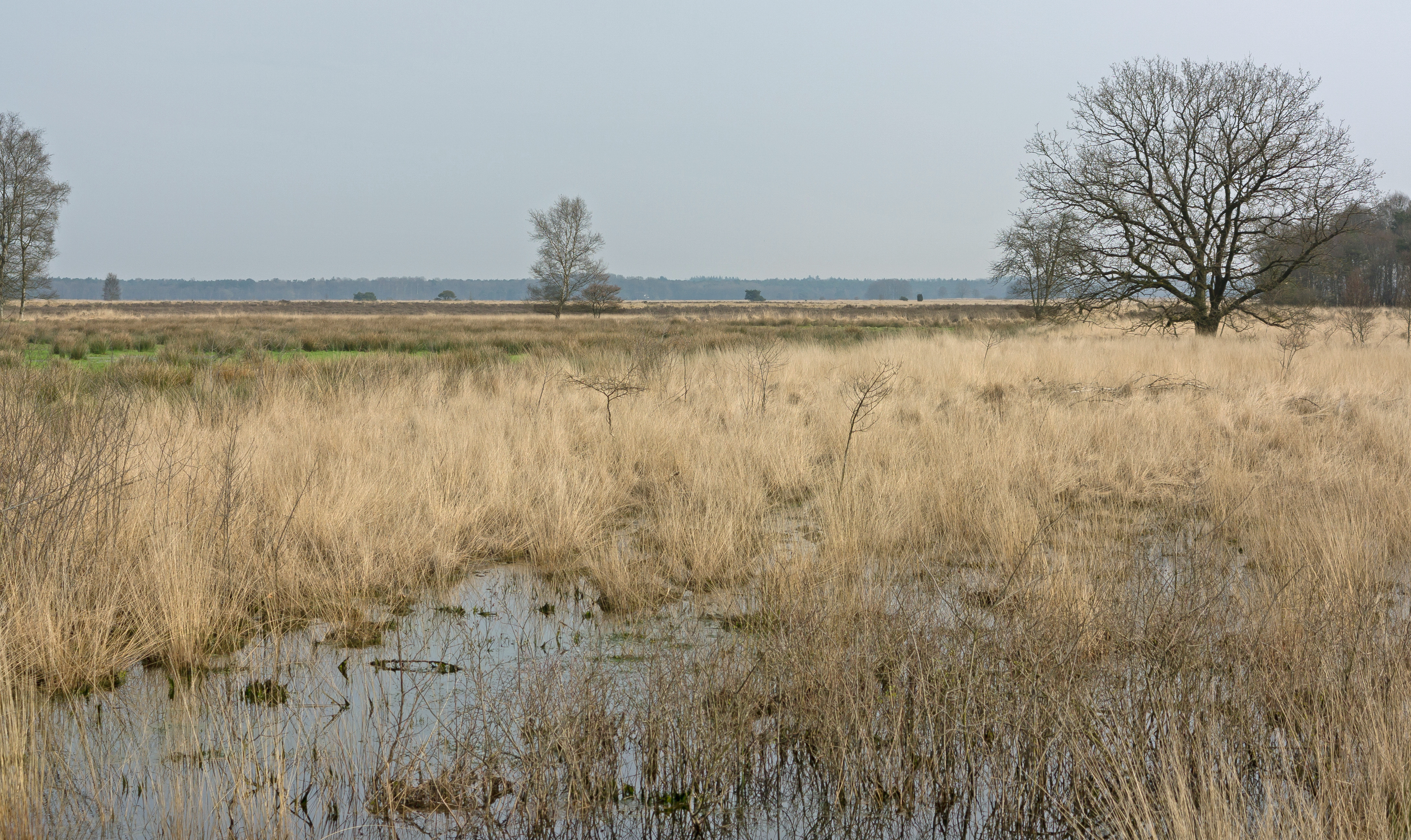
Dwingelderveld, le panorama
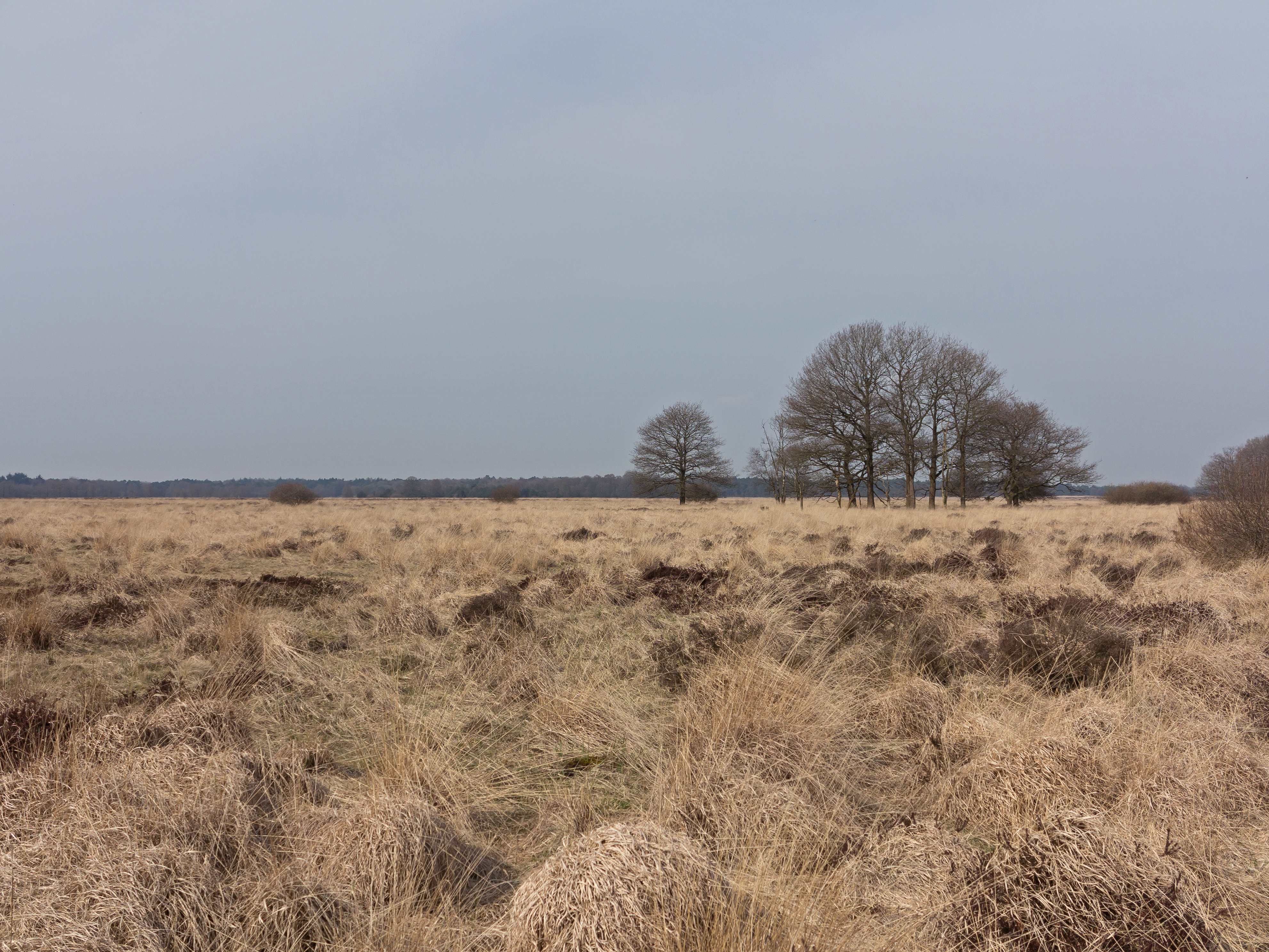
Dwingelderveld, le panorama